# Aéroport d'Aldan
L'aéroport d'Aldan (en russe : Аэропорт Алдан) (code IATA : ADH • code OACI : UEEA) est un aéroport civil russe situé à 1 km à l'est d'Aldan et 450 km de Iakoutsk. Bien qu'il soit un élément important du réseau de transport de la Russie de l'Est, il reste de dimension très modeste.